# 태양 전지 효율

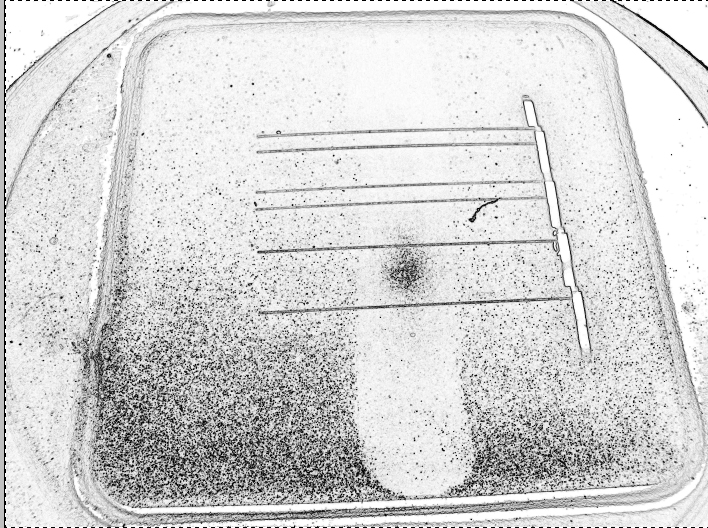
먼지는 종종 태양 모듈 유리판에 쌓인다. 검은 점으로 어둡게 보이는 부분이 먼지이다. 태양 전지에 관여하는 빛의 양을 감소시킨다.

태양 전지 효율(solar cell efficiency)은 태양 전지에 의해 태양광 발전을 통해 전기로 변환이 가능한 햇빛 형태의 에너지의 일부를 의미한다.
위도와 기후에 따른 태양광 시스템에 쓰이는 태양 전지의 효율은 이 시스템의 연간 에너지 출력을 결정한다. 이를테면 20% 효율의 태양 패널과 1 m2의 면적은 표준 시험 조건에서 200 kWh를 생산하지만 태양이 하늘에 높이 떠있거나 태양이 하늘 아래에 위치해 있으면 더 많이 생산할 수 있다. 연간 2000 kWh/m2의 조사량을 받는 콜로라도주 중부 지역에서는 이러한 패널이 해마다 400 kWh의 에너지를 생산할 것으로 예측할 수 있다. 그러나 한 해에 고작 1400 kWh/m2만을 받는 미시간주에서는 연간 에너지 생산량은 같은 패널 기준 280 kWh으로 감소한다. 더 북쪽에 위치한 유럽 위도에서 생산량은 상당히 더 낮은 편이다: 같은 조건에서 잉글랜드 남부의 연간 에너지 생산량은 175 kWh이다.
여러 요인이 전지의 변환 효율값에 영향을 미치며 여기에는 반사도, 열역학적 효율, 전하 운반체 분리(charge carrier separation) 효율, 전하 운반체 수집 효율 및 전도 효율값이 포함된다. 해당 변수들이 직접 측정하기는 어려울 수 있으므로 양자효율, 개회로 전압(VOC) 비율, 충진율(fill factor) 등 다른 변수들이 대신 측정된다. 반사도 손실은 양자효율값을 위해 계산되며 이것들은 외부양자효율에 영향을 미친다. 재조합(recombination) 손실은 양자 효율, VOC 비율, 그리고 필 팩터 값으로 계산된다. 저항 손실은 대체적으로 필 팩터 값으로 계산되지만 양자효율과 VOC 비율값에도 기여한다.

## 기록
2019년, 태양 전지 효율의 세계 기록은 다중 접합 집광형 태양 전지를 사용하여 달성한 47.1%이며, 미국 콜로라도주 골든의 미국 국립재생에너지연구소가 개발한 것이다.
2020년 4월 14일 국제학술지 네이처 에너지(Nature Energy)에는 미국 재생에너지연구소(NREL)의 새로운 태양전지 개발 연구성과가 실렸다. 연구진이 개발한 태양전지는 집중 조명(143배 집광) 조건에서 47.1%의 효율을, 일반 조명 조건에서 39.2%의 효율을 기록했다. 이는 지금까지 보고된 여러 태양전지 중 가장 높은 기록이다.

## 같이 보기
- 태양광 발전